# Воробьёв, Александр Дмитриевич (Герой Советского Союза)
Александр Дмитриевич Воробьёв (1921—1995) — старшина Советской Армии, участник Великой Отечественной войны, Герой Советского Союза (1943).

## Биография
Александр Воробьёв родился 11 сентября 1921 года в деревне Чернятино (ныне урочище на территории Островского района Костромской области) в крестьянской семье. Окончил семь классов школы. В апреле 1941 года Воробьёв был призван на службу в Рабоче-крестьянскую Красную Армию. С 1943 года — на фронтах Великой Отечественной войны, был стрелком 11-й мотострелковой бригады 10-го танкового корпуса 40-й армии Воронежского фронта. Отличился во время битвы за Днепр.
22 сентября 1943 года Воробьёв одним из первых в своей группе разведчиков переправился на западный берег Днепра. В районе хутора Монастырёк (ныне — в черте посёлка Ржищев) Киевской области Украинской ССР он принял участие в уничтожении вражеского штаба, взятии в плен немецкого офицера и трёх солдат, а также захвате вражеских документов.
Указом Президиума Верховного Совета СССР от 23 октября 1943 года за «образцовое выполнение боевых заданий командования на фронте борьбы с немецкими захватчиками и проявленные при этом мужество и героизм» красноармеец Александр Воробьёв был удостоен высокого звания Героя Советского Союза с вручением ордена Ленина и медали «Золотая Звезда» за номером 2799.
В 1946 году в звании старшины Воробьёв был демобилизован. Проживал в городе Бровары Киевской области, работал начальником цеха деревообрабатывающего комбината.
Умер 26 декабря 1995 года.
Был также награждён орденами Октябрьской Революции, Отечественной войны 1-й степени, Красной Звезды, а также рядом медалей.